# Mycetophila parapicalis
Mycetophila parapicalis är en tvåvingeart som beskrevs av Freeman 1954. Mycetophila parapicalis ingår i släktet Mycetophila och familjen svampmyggor. Inga underarter finns listade i Catalogue of Life.